# Ambroise Derick
Ambroise Derick (Doornik, 14 november 1849 – Esplechin, 1 november 1936) was een Belgische politicus voor de Katholieke Partij.

## Levensloop
Derick was politiek actief vanaf 1895. Hij werd eerst gemeenteraadslid te Doornik en van de verkiezingsoverwinning van de Katholieke Partij bij de gemeenteraadsverkiezingen van 1907 werd hij schepen van onderwijs. Hij bleef schepen tot 1920. In 1918 was hij een tijd waarnemend burgemeester ter vervanging van de overleden burgemeester Alphonse Stiénon du Pré. In 1919 werd hij als burgemeester opgevolgd door Edmond Wibaut.
Derick was beroepsmatig advocaat.